# Дащенки
Даще́нки (укр. Даще́нки) — село, расположенное на территории Варвинского района Черниговской области (Украина) на реке Многа.

## География
Находится возле речки Многа, за 15 км от районного центра и за 30 км от залезнодорожной станции Пирятин. На востоке от села находится ботанический заказник «Дащенки».

## История
- Есть на карте 1826-1840 годов как Даченки[1]

- В 1862 году во владельческом и козачем селе Дащенки были церковь и 372 двора где проживало 2110 человек (1049 мужского и 1061 женского пола)[2]

- В 1911 году в селе Дащенки проживало 2840 человек (1554 мужского и 1286 женского пола) была Николаевская[3][4] церковь, земская и церковно-приходская школы.[5]

- Во время организованного советской властью Голодомора 1932—1933 годов умерло по меньшей мере 434 жителя села.

- Согласно с переписью УССР 1989 года чиселеность наявного населения села составила 631 человек, из которых 242 мужчины и 389 женщины.

- По переписи населения Украины 2001 года в селе жило 492 человека, разделение населения по родному языку:

| язык       | процент |
| ---------- | ------- |
| украинский | 98,59 % |
| русский    | 1,41 %  |

## Известные люди
- Аверкий Гончаренко — украинский военный, командир украинских войск в бою под Крутами.